# Anaireta crestanegre
L'anaireta crestanegre (Anairetes nigrocristatus) és una espècie d'ocell de la família dels tirànids (Tyrannidae) que habita vegetació a prop de rierols al nord del Perú.